# 村瀬広基
村瀬 広基（むらせ ひろき、1941年7月16日 - ）は、大阪府出身の元プロ野球選手（投手）。

## 来歴・人物
幼い頃から読売ジャイアンツにあこがれており、父親に連れられて甲子園球場の三塁側スタンドで観戦していたという。豊崎中学に入ってから本格的に野球を始め、守備位置は遊撃手であった。同級生の兄で巨人入りしていた坂崎一彦が家を建てたのを見てプロ野球選手を目指す。関大一高では、担任教師でのち関西大学野球部の監督を務めることになる川村善之の指導を受ける。1958年、2年生の時にはエースとして春季近畿大会大阪府予選決勝に進むが、岡本凱孝のいた浪華商に敗退。同年の秋季近畿大会府予選では準々決勝で富田林高に惜敗。翌年はエース、四番打者となるが、府予選で敗れ甲子園には出場できなかった。
1960年に関西大学に進学。捕手の手が腫れ上がるほどだったという速球を武器に、関西六大学野球リーグでは1年春のリーグ戦から登板。同年春・秋季リーグで4勝ずつを挙げる。翌1961年の春季リーグでは6勝無敗、防御率0.82の圧倒的成績で優勝に貢献。直後の全日本大学野球選手権大会では決勝で日大の宮田征典と投げ合うが敗退、準優勝にとどまる。わずか在学3シーズンであったが、リーグ通算26試合に登板して14勝5敗の成績を残す。
1961年の巨人は長嶋茂雄が絶好調で打線を牽引していたが、藤田元司をはじめとする投手陣が不調で8月末には中日ドラゴンズに首位の座を明け渡し、3位に転落していた。一方で大学選手権などで投げる村瀬を、巨人の監督・川上哲治、投手コーチ・別所毅彦らが観ており、大学卒業後は巨人に入団する口約束ができていた。さらに、大学選手権での敗退を通じて、「お前のせいで負けた」と監督からなじられたことで嫌気がさし、村瀬と関西大学野球部の監督との間でトラブルが発生しており、村瀬は大学中退での巨人入団は、渡りに船だったと後に言った。8月初旬に村瀬は川上と会って入団を合意し、村瀬はセレクションでの大学入学でなかったことから大学側も退学を了承した。しかし、関西六大学野球連盟が中退・プロ入りを認めず入団契約を締結できなかったことから、一時は読売新聞が手配した旅館に宿泊し、球団の練習が始まる前の早朝にスカウトの加藤克巳を相手に一人多摩川グランドで練習したという。その後、連盟の許可が出て、9月4日に入団契約を交わす。その際希望の背番号を聞かれ「19」と答えたが、坂崎がつけていたため「来年坂崎を8にしてお前に19をやるから」と言われ、その年は19をひっくり返した「61」をつけることになった。
入団から3日後の9月7日には早くも一軍公式戦にリリーフとして初登板し、2回を被安打1、奪三振2、自責点0の好投でベンチの期待に応える。9月17日の対広島カープ戦で初先発を務めると、1球目に頭部への死球を与えるが6回まで無安打、最終的に3安打の5-0で完封勝利を挙げる。そして4日後の9月21日の中日戦でも2失点で完投勝利。更に中2日で臨んだ9月24日の国鉄スワローズ戦でも7回無失点と好投し勝利投手に。再び中2日で迎えた9月27日の大洋ホエールズ戦で9月2度目の完封勝ち。この勢いは翌月も続き、10月1日の広島戦では、被安打僅か2で3度目の完封勝利（2試合連続）を挙げた。10月9日の国鉄戦では3回5失点で初黒星を付けるが、入団後の3週間で5勝（4完投・3完封）をマークし、2位中日と0.5ゲーム差での優勝に大いに貢献。野球協約により日本シリーズ（当時は日本選手権）には出場できなかったが、巨人が南海ホークスを下して日本一を決めた時には胴上げに参加した。
翌1962年自主トレーニング中に右足を捻挫してしまい、春季キャンプで足を庇って投げているうちに、投球フォームを崩して肩を痛める。追い打ちをかけるように守備練習中に外野フェンスに右肩をぶつけたことで、肩痛を悪化させ投球に全く勢いが出なくなってしまった。また、投手コーチの別所毅彦から指示を受けて、スライダーの習得や投球フォームの改造に取り組むもうまくいかず、肩の不安も解消されないまま開幕を迎えた。5月末にこのシーズン2度目の先発で完封勝利を挙げると次回の先発登板でも勝利投手になるなど、わずかに復活の兆しを見せるが、以降6度先発のチャンスがあったが勝ち星を挙げることができず、シーズンでは2勝2敗にとどまった。1963年はわずか1試合2イニングのみの登板に終わる。以降も別所・中尾両投手コーチの指導を受け復活を目指すが、肩痛は癒えず公式戦で登板する機会は得られなかった。1965年に引退を表明し、実働3年のプロ生活に終止符を打った。
引退後、川上から紹介された読売新聞への就職を断って板前の道を目指す。1年間大阪の魚河岸で修行の後、大阪ミナミの「幸寿司」に弟子入りして、5年間寮に住んで知人との接触を絶って板前修行をした。1971年に愛媛県松山市で「満太郎寿司」を開業する。1995年には店を弟子に譲って大阪に戻り、北新地で和食料理店「満太郎」を開業した。店には村瀬の様子を見に川上が顔を出すこともあり、川上は客の一人ひとりに礼を言って頭を下げて回ったこともあったという。川上は「村瀬のおかげで優勝できた。村瀬がいなかったら私はクビになって今頃は野球界にいなかったはず」と語り、毎年村瀬に年賀状を送っていたという。
板前業の傍ら、松山では中学生の硬式野球チームの監督を、大阪に戻った後は中学生の硬式野球チーム・寝屋川リトルシニアのコーチも務めた。2018年12月に喜寿が引退の節目と前から決めていたとして、「満太郎」を閉店している。

## 詳細情報

### 年度別投手成績
| 年 度     | 球 団     | 登 板 | 先 発 | 完 投 | 完 封 | 無 四 球 | 勝 利 | 敗 戦 | セ 丨 ブ | ホ 丨 ル ド | 勝 率 | 打 者 | 投 球 回 | 被 安 打 | 被 本 塁 打 | 与 四 球 | 敬 遠 | 与 死 球 | 奪 三 振 | 暴 投 | ボ 丨 ク | 失 点 | 自 責 点 | 防 御 率 | W H I P |
| --------- | --------- | ----- | ----- | ----- | ----- | -------- | ----- | ----- | -------- | ----------- | ----- | ----- | -------- | -------- | ----------- | -------- | ----- | -------- | -------- | ----- | -------- | ----- | -------- | -------- | ------- |
| 1961      | 巨人      | 9     | 6     | 4     | 3     | 0        | 5     | 1     | --       | --          | .833  | 196   | 51.0     | 29       | 1           | 20       | 0     | 4        | 13       | 0     | 0        | 12    | 12       | 2.12     | 0.96    |
| 1962      | 巨人      | 19    | 9     | 1     | 1     | 0        | 2     | 2     | --       | --          | .500  | 218   | 56.1     | 40       | 5           | 10       | 0     | 6        | 23       | 0     | 0        | 21    | 17       | 2.68     | 0.89    |
| 1963      | 巨人      | 1     | 0     | 0     | 0     | 0        | 0     | 0     | --       | --          | ----  | 8     | 2.0      | 4        | 0           | 1        | 0     | 0        | 1        | 0     | 0        | 1     | 1        | 4.50     | 2.50    |
| 通算：3年 | 通算：3年 | 29    | 15    | 5     | 4     | 0        | 7     | 3     | --       | --          | .700  | 422   | 109.1    | 73       | 6           | 31       | 0     | 10       | 37       | 0     | 0        | 34    | 30       | 2.45     | 0.95    |

### 記録
- 初登板：1961年9月7日、対国鉄スワローズ戦（後楽園球場）[15]
- 初勝利：1961年9月17日、対広島カープ戦（広島市民球場）[16]

### 背番号
- 61 （1961年）
- 19 （1962年 - 1964年）
- 53 （1965年）